# Богоявленский монастырь (Венёв)
Богоявленский мужской монастырь в городе Венёве существовал в XVII—XVIII веках. До настоящего времени на месте бывшего монастыря располагается комплекс Богоявленской и Казанской церквей XVIII века.

## История монастыря
До второй половины XVII столетия нет свидетельств того, что в Венёве существовал монастырь (древний Венев-Никольский монастырь стоял далеко от города) — и в числе семи церквей, упомянутых в «Дозорной и переписной книге Венёва» (1636), Богоявленской церкви нет.
Однако уже во второй половине XVII века в Венёве существует Богоявленская пустынь — судя по всему, как раз в этом столетии и появившаяся. В «Списках иерархов и настоятелей монастырей Российской церкви» (1670-е годы) говорится: «Города Венева Богоявленской пустыни чёрный поп Гавриил — 1666 и апреля 1672 годов». Название «пустынь» указывает на то, что Богоявленская церковь была единственным храмом обители.
Монастырь был очень беден и просуществовал около столетия. Виной его закрытию был злополучный для русских обителей екатерининский Манифест о секуляризации монастырских земель (1764).
Ещё в конце XVIII века современники описывают ветхие деревянные кельи возле церкви и деревянные монастырские ворота.

## Известные настоятели монастыря
- в скобках — годы упоминания в документах:
- Гавриил (1666, 1672)
- Авраамий (1676, 1677, 1680)
- Маркел (1688)
- Авраамий (1697, 1698)
- Павел (1701—1703)
- Савватий (1739)

## Богоявленская церковь

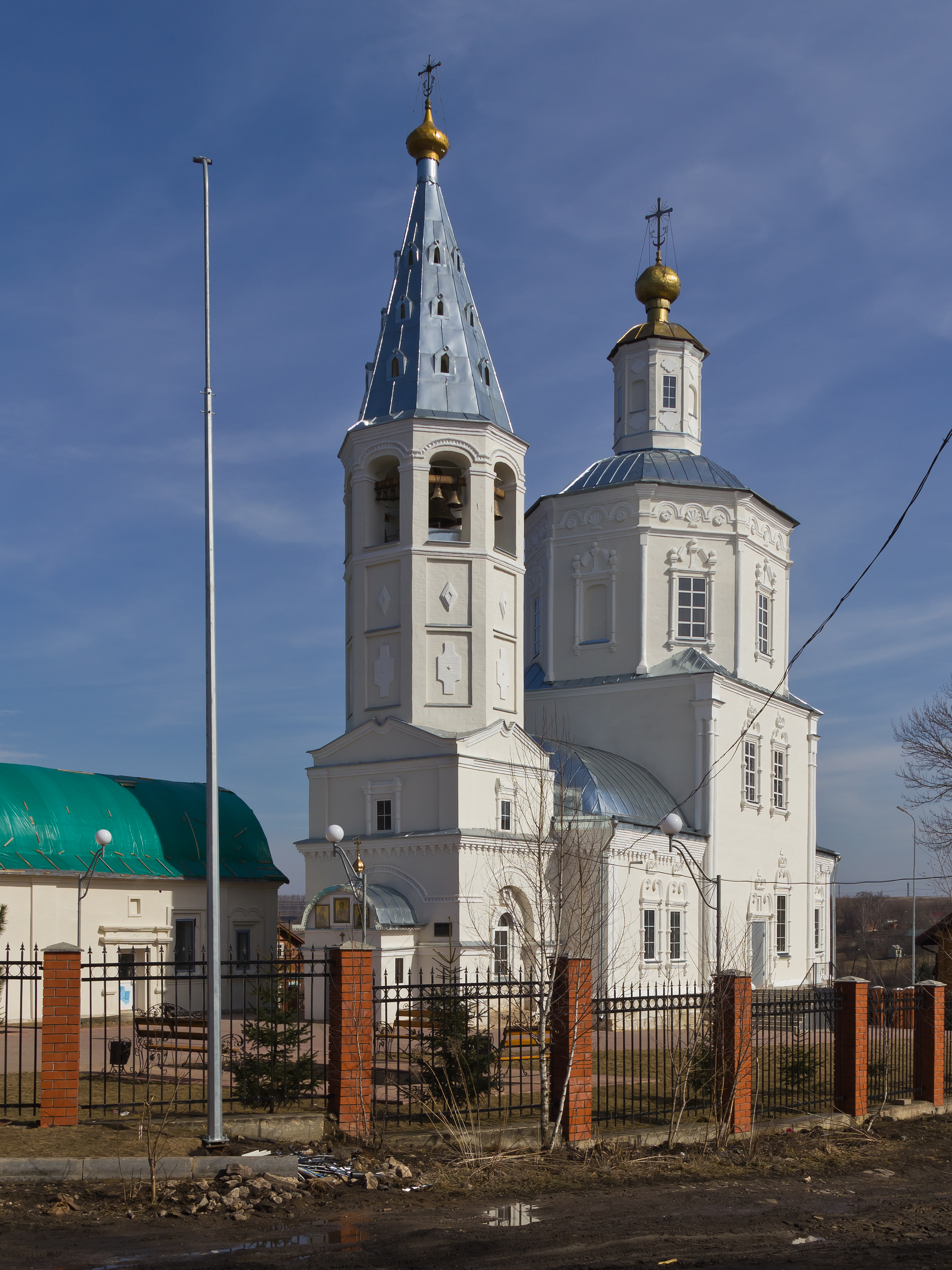
Современный вид

Существовавшая в монастыре каменная церковь Богоявления XVII века в 1766 году — уже после закрытия монастыря — была разобрана за ветхостью и выстроена вновь как приходская строителем (обычным веневским купцом) Иваном Бородиным с прихожанами. Возможно, что были использованы древние фундаменты и в какой-то мере сохранены древние формы. По крайней мере, архитектура этого храма несёт отчётливые следы влияния московского барокко конца XVII века — разве что наличники окон по стилю явно принадлежат XVIII веку.
В XIX веке церковь своего прихода не имела, а принадлежала Никольскому храму, а из достопримечательностей в ней сохранялось рукописное Евангелие 1685 года.
В советское время в храме размещался пункт приема стеклотары. В настоящее время церковь вновь открыта для богослужений и реставрируется.

## Казанская церковь

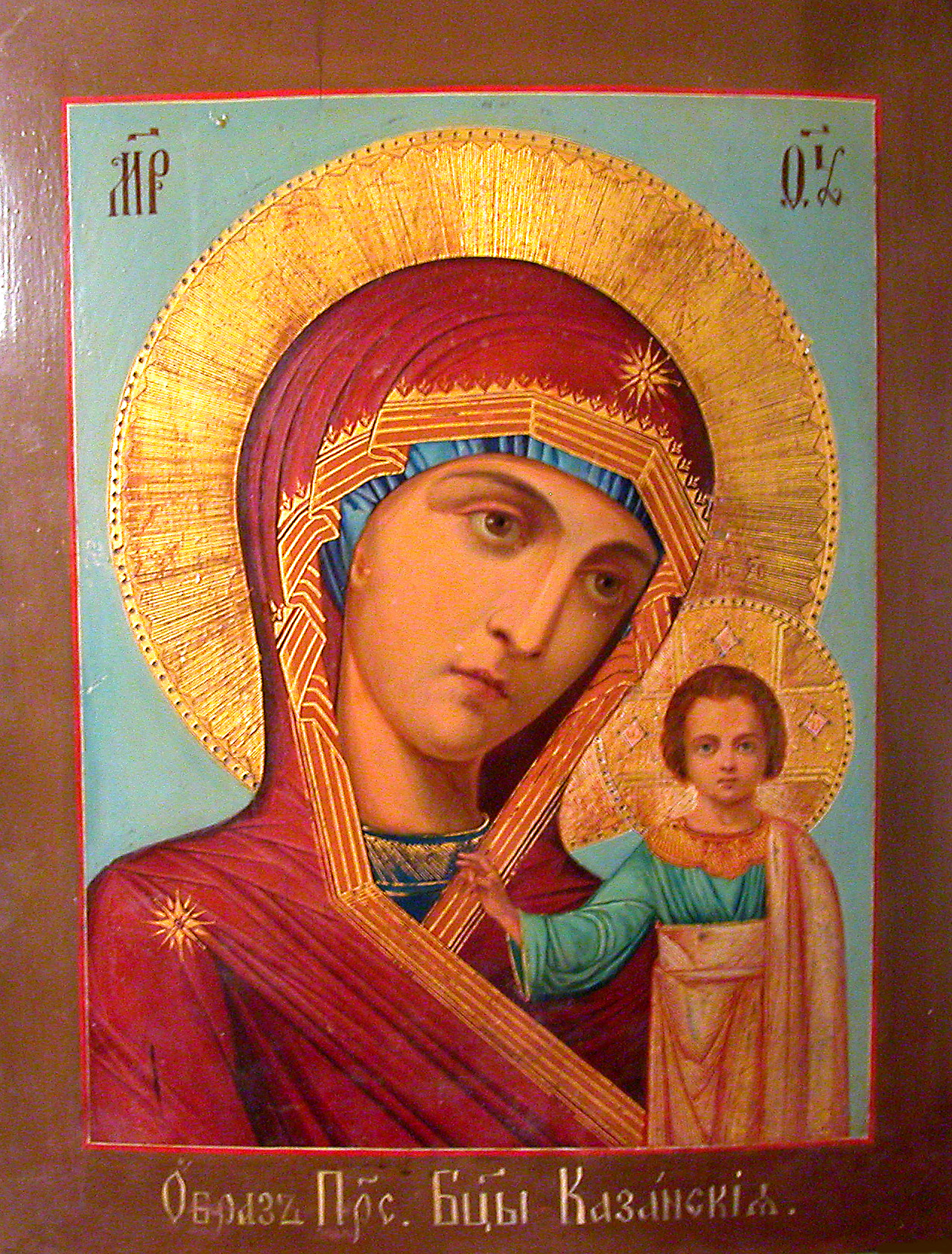
Казанская церковь на дореволюционной фотографии

В 1764 году рядом с Богоявленской церковью была выстроена ещё одна церковь — тёплый кирпичный храм во имя Казанской иконы Божьей Матери. Об этом свидетельствует надпись на каменной доске, вделанная в южную стену нынешнего здания храма: «1764 года мая постройся сия церковь Божия во имя Пресвятьм Богородицы Казанския при благополучном царствовании благоверной Государыни Императрице Екатерине Алексиевне и при наследнике Ея Благоверном Государе и великом князе Павле Петровиче по обещанию купцов Емилиана Баравкова, Андреана Барадина». Обе эти церкви принадлежали монастырю до так называемого открытия штатов. В 1764 году веневский воевода надворный советник Иван Завалишин отвечал на запросы Академии наук: «Внутри города соборная церковь каменная; а на посаде приходских каменных 2, деревянная 1; да монастырь один, в котором церквей каменных две». Судя по всему, имеются в виду именно Богоявленская и Казанская церкви.
Здание перестроено в 1775 году. Исследователи дореволюционного периода отмечали существование в храме интересных фресок с изображением Сивилл (не сохранились, кроме одного нимба). В XIX веке здание храма было модернизировано, в том числе сколоты все выступающие узоры и лепнина. С 1764 по 1872 годы Казанская церковь использовалась как полковая церковь для войск, расквартированных в Веневе. С конца XIX века не действовала.
Новая жизнь церкви началась в 1930-х годах, когда почти все храмы города Венёва были закрыты. Ныне церковь лишена завершения XIX века.